# دانييل خيمينس كاتشو
دانييل خيمينس كاتشو (بالإسبانية: Daniel Giménez Cacho)‏ (و. 1961 – م) هو ممثل، وممثل تلفزيوني، وممثل أفلام، ومنتج أفلام، وممثل صوت، ومخرج سينمائي، وكاتب من المكسيك. ولد في مدريد .

## جوائز وترشيحات
حصل على جوائز منها:
- جائزة جويا لأفضل ممثل [الإنجليزية]‏.

ترشح لـ:
- Goya Award for Best Actor، عن عمل:سنو وايت (2013).

## روابط خارجية
- دانييل خيمينس كاتشو على موقع IMDb (الإنجليزية)
- دانييل خيمينس كاتشو على موقع قاعدة بيانات الأفلام العربية
- دانييل خيمينس كاتشو على موقع ألو سيني (الفرنسية)
- دانييل خيمينس كاتشو على موقع أول موفي (الإنجليزية)
- دانييل خيمينس كاتشو على موقع أول موفي (الإنجليزية)
- دانييل خيمينس كاتشو على موقع قاعدة بيانات الأفلام السويدية (السويدية)
- دانييل خيمينس كاتشو على موقع قاعدة بيانات الفيلم (الإنجليزية)
- دانييل خيمينس كاتشو على موقع كينوبويسك (الروسية)